# Halfajok magyar és latin neveikkel
| Magyar név                                                 | Tudományos név                                       | Kép | Megjegyzés        |
| ---------------------------------------------------------- | ---------------------------------------------------- | --- | ----------------- |
| Algázó géb                                                 | Stiphodon                                            |     |                   |
| Acélkék fogasponty                                         | Aphyosemion gardneri                                 |     |                   |
| Adriai tok                                                 | Acipenser naccarii                                   |     |                   |
| Afrikai harcsa                                             | Clarias gariepinus                                   |     |                   |
| Afrikai sokúszós angolna                                   | Calamoichtys calabaricus                             |     |                   |
| Agassizii páncélosharcsa                                   | Corydoras agassizii                                  |     |                   |
| Ajakos gurámi                                              | Trichogaster labiosa, Colisa labiosa                 |     |                   |
| Algaevő tapadóhal                                          | Gyrinocheilus aymonieri                              |     |                   |
| Moszatevő márna                                            | Gyrinocheilus aymonieri                              |     |                   |
| Aligátorhal                                                | Atractosteus spatula                                 |     |                   |
| Állas küsz                                                 | Alburnus mento                                       |     |                   |
| Álmacskacápa                                               | Pseudotriakis microdon                               |     |                   |
| Amerikai alóza                                             | Alosa sapidissima                                    |     |                   |
| Amerikai angolna                                           | Conger oceanicus                                     |     |                   |
| Amerikai fint                                              | Alosa pseudoharengus                                 |     |                   |
| Amerikai tengeri angolna                                   | Anguilla rostrata                                    |     |                   |
| Amerikai vitorláskardoshal                                 | Istiophorus platypterus                              |     |                   |
| Amur (hal)                                                 | Ctenopharyngodon idella                              |     |                   |
| Amurgéb                                                    | Perccottus glenii                                    |     |                   |
| Angolna                                                    | Anguilla anguilla                                    |     |                   |
| Anyaangolna                                                | Zoarces viviparus                                    |     |                   |
| Apró géb                                                   | Eviota sigillata                                     |     |                   |
| Aprófogú gomboshal                                         | Cyclothone microdon                                  |     |                   |
| Aranydurbincs                                              | Sparus aurata                                        |     |                   |
| Aranyfoltos pontylazac                                     | Hemigrammus pulcher                                  |     |                   |
| Aranygyűrűs dánió                                          | Danio tinwini                                        |     |                   |
| Aranyhal                                                   | Carassius auratus auratus                            |     |                   |
| Aranylazac                                                 | Argentina silus                                      |     |                   |
| Aranyosfejű hal                                            | Brama brama                                          |     |                   |
| Aranysügér                                                 | Labidochromis caeruleus                              |     |                   |
| Atlanti árnyékhal                                          | Micropogonias undulatus                              |     |                   |
| Atlanti borotvakagyló                                      | Ensis directus                                       |     |                   |
| Atlanti ezüstösoldalú hal                                  | Menidia menidia                                      |     |                   |
| Atlanti fogasponty                                         | Fundulus heteroclitus                                |     |                   |
| Atlanti menhaden                                           | Brevoortia tyrannus                                  |     |                   |
| Atlanti menyétke                                           | Urophycis chuss                                      |     |                   |
| Atlanti ördögrája                                          | Mobula birostris                                     |     |                   |
| Atlanti thread hering                                      | Opisthonema oglinum                                  |     |                   |
| Atlanti tőkehal                                            | Gadus morhua                                         |     |                   |
| Atlanti tűhal                                              | Strongylura marina                                   |     |                   |
| Atlanti tüskésfejű hal                                     | Trachyscorpia cristulata                             |     |                   |
| Áttetsző pontylazac                                        | Pristella maxillaris                                 |     |                   |
| Ausztráliai szivárványhal                                  | Melanotaenia macculochi                              |     |                   |
| Ausztráliai szürke tőkehal                                 | Lepidonotothen squamifrons                           |     |                   |
| Ázsiai cápaharcsa                                          | Pangasianodon hypophthalmus                          |     |                   |
| Ázsiai vörösfarkú harcsa                                   | Hemibagrus nemurus                                   |     |                   |
| Bagolykeszeg                                               | Abramis sapa                                         |     |                   |
| Baird tarfejű hala                                         | Alepocephalus bairdii                                |     |                   |
| Balin (halfaj)                                             | Aspius aspius                                        |     |                   |
| Balkáni csík                                               | Sabanejewia bulgarica                                |     |                   |
| Barlangi vaklazac                                          | Astyanax fasciatus                                   |     |                   |
| Barna diszkoszhal                                          | Symphysodon aequifasciata                            |     |                   |
| Barnafejű szellemhal                                       | Dolichopteryx longipes                               |     |                   |
| Beckford törpeszájú hala                                   | Nannostromus beckfordi                               |     |                   |
| Békaharcsa                                                 | Clarias batrachus                                    |     |                   |
| Bíborfejű díszmárna                                        | Pethia nigrofasciata                                 |     |                   |
| Bikafejű cápa                                              | Heterodontus francisci                               |     |                   |
| Birkafejű ajakoshal                                        | Archosargus rhomboidalis                             |     |                   |
| Bóbitás díszmárna                                          | Barbus filamentosus                                  |     |                   |
| Búzaszemű keszeg                                           | Rutilus rutilus                                      |     |                   |
| Bodorka                                                    | Rutilus rutilus                                      |     |                   |
| Narancs bohóchal                                           | Amphiprion percula                                   |     |                   |
| Bojtosúszós maradványhal                                   | Latimeria chalumnae                                  |     |                   |
| Palamida                                                   | Sarda sarda                                          |     |                   |
| Bonitó                                                     | Sarda sarda                                          |     |                   |
| Botos kölönte                                              | Cottus gobio                                         |     |                   |
| Brokát díszmárna                                           | Barbus schuberti                                     |     |                   |
| Bronz páncélos harcsa                                      | Corydoras eques                                      |     |                   |
| Búvárcápa                                                  | Dalatias licha                                       |     |                   |
| Ázsiai cápaharcsa                                          | Pangasius hypophthalmus                              |     |                   |
| Cápamárna                                                  | Balantiocheilus melanopterus                         |     |                   |
| Indonéz félcsőrös csuka                                    | Nomorhamphus liemi                                   |     |                   |
| Celebeszi félcsőrös csuka                                  | Nomorhamphus liemi                                   |     |                   |
| Celebeszi kalászhal                                        | Marosatherina ladigesi                               |     |                   |
| Cetcápa                                                    | Rhincodon typus                                      |     |                   |
| Ceyloni díszmárna                                          | Barbus cumingi                                       |     |                   |
| Cifra fogasponty                                           | Aphyosemion australe                                 |     |                   |
| Cifra kölönte                                              | Cottus poecilopus                                    |     | Védett            |
| Cifra rája                                                 | Raja undulata                                        |     |                   |
| Ciklámenlazac                                              | Hyphessobrycon callistus                             |     |                   |
| Citromlazac                                                | Hyphessobrycon pulchripinnis                         |     |                   |
| Cobia                                                      | Rachycentron canadum                                 |     |                   |
| Compó                                                      | Tinca tinca                                          |     |                   |
| Csapósügér                                                 | Perca fluviatilis                                    |     |                   |
| Császárlazac                                               | Nematobrycon palmeri                                 |     |                   |
| Csendes-óceáni nyálkahal                                   | Eptatretus stoutii Alticus arnoldorum                |     |                   |
| Sávos fogasponty                                           | Aplocheilus lineatus                                 |     |                   |
| Csíkos csuka                                               | Aplocheilus lineatus                                 |     |                   |
| Csíkos harcoshal                                           | Betta taeniata                                       |     |                   |
| Csíkos jéghal                                              | Champsocephalus gunnari                              |     |                   |
| Csíkos morgóhal                                            | Trigloporus lastoviza, Chelidonichthys lastoviza     |     |                   |
| Pakisztáni pillangóhal                                     | Chaetodon collare                                    |     |                   |
| Csíkos pompássügér                                         | Pelvicachromis taeniatus                             |     |                   |
| Csíkos rája                                                | Raja microocellata                                   |     |                   |
| Csíkos sügér                                               | Morone saxatilis                                     |     |                   |
| Csíkoshasú tonhal                                          | Katsuwonus pelamis                                   |     |                   |
| Csillagos cápa                                             | Mustelus mustelus                                    |     |                   |
| Csillagosszemű hal                                         | Hoplostethus mediterraneus                           |     |                   |
| Csillagrája                                                | Amblyraja radiata                                    |     |                   |
| Csókos gurámi                                              | Helostoma temminckii                                 |     |                   |
| Tűcsőrű csuka                                              | Belone belone                                        |     |                   |
| Csőrös csuka                                               | Belone belone                                        |     |                   |
| Csőrös pikó                                                | Spinachia vulgaris                                   |     |                   |
| Csuka                                                      | Esox lucius                                          |     |                   |
| Csupasztorkú géb, Fekete-tengeri géb                       | Babka gymnotrachelus, Neogobius gymnotrachelus       |     |                   |
| Darázshalacska                                             | Brachygobius nunus                                   |     |                   |
| Dél-georgiai jéghal                                        | Pseudochaenichthys georgianus                        |     |                   |
| Déli küsz                                                  | Alburnus albidus                                     |     |                   |
| Déli-sarki garnéla                                         | Xiphopenaeus kroyeri                                 |     |                   |
| Dévérkeszeg                                                | Abramis brama                                        |     |                   |
| Diánahal                                                   | Luvarus imperialis                                   |     |                   |
| Díszes nyálkásfejû hal                                     | Beryx splendens                                      |     |                   |
| Díszesszárnyú márna                                        | Epalzeorhynchus kallopterus                          |     |                   |
| Diszkoszhalak                                              | Symphysodon                                          |     |                   |
| Diszkoszhalak                                              | Symphysodon                                          |     |                   |
| Díszmárna                                                  | Barbus schwanefeldi                                  |     |                   |
| Disznócápa                                                 | Oxynotus centrina                                    |     |                   |
| Disznóhal                                                  | Orthopristis chrysoptera                             |     |                   |
| Díszöves pontylazac                                        | Hyphessobrycon heterorhabdus                         |     |                   |
| Doktorhal                                                  | Zebrasoma velifer                                    |     |                   |
| Dunai galóca                                               | Hucho hucho                                          |     | Fokozottan védett |
| Dunai hering                                               | Alosa immaculata                                     |     |                   |
| Dunai ingola                                               | Eudontomyzon mariae                                  |     | Fokozottan védett |
| Dunai hering, kaszpi-tengeri vándorhering                  | Alosa immaculata, Caspialosa kessleri                |     | Védett            |
| Édes laposhal                                              | Hippoglossoides platessoides                         |     |                   |
| Édesvízi lepényhal                                         | Brachirus panoides                                   |     |                   |
| Egyiptomi szájköltőhal                                     | Haplochromis multicolor                              |     |                   |
| Egyszarvú hal                                              | Naso unicornis                                       |     |                   |
| Ékfoltos razbóra, Harlekin razbóra                         | Harlequin rasbora, Trigonostigma heteromorpha        |     |                   |
| Endler fogasponty                                          | Poecilia wingei                                      |     |                   |
| Érdes fattyúmakréla                                        | Trachurus lathami                                    |     |                   |
| Érdes lepényhal                                            | Platichthys flesus                                   |     |                   |
| Érdes tüskéscápa                                           | Centrophorus squamosus                               |     |                   |
| Északatlanti gránátoshal                                   | Macrourus berglax                                    |     |                   |
| Északi menyhal                                             | Molva molva                                          |     |                   |
| Európai harcsa                                             | Silurus glanis                                       |     |                   |
| Európai szardella                                          | Engraulis encrasicolus                               |     |                   |
| Evező hal                                                  | Regalecus glesne                                     |     |                   |
| Ezüst bárdhal                                              | Argyropelecus hemigymnus                             |     |                   |
| Ezüstkárász                                                | Carassius auratus gibelio                            |     |                   |
| Ezüstlazac                                                 | Argentina sphyraenia                                 |     |                   |
| Ezüstös csacsihal                                          | Merluccius bilinearis                                |     |                   |
| Ezüstös tallérlazac                                        | Ctenobrycon spilurus                                 |     |                   |
| Ezüstös tányérlazac                                        | Metynnis argenteus                                   |     |                   |
| Ezüstös tengericompó                                       | Phycis blennoides                                    |     |                   |
| Farkassügér                                                | Dicentrarchus labrax                                 |     |                   |
| Fátyolfarkú aranyhal                                       | Carassius auratus auratus var.                       |     |                   |
| Fattyúhering                                               | Alosa alosa                                          |     |                   |
| Fattyúmakréla                                              | Trachurus picturatus                                 |     |                   |
| Fecskendező pontylazac                                     | Copella arnoldi                                      |     |                   |
| Fehér busa                                                 | Hypophthalmichthys molitrix                          |     |                   |
| Fehér marlin                                               | Kajikia albida                                       |     |                   |
| Fehér rája                                                 | Rostroraja alba                                      |     |                   |
| Fehér sügér                                                | Morone americana, Morone chrysops                    |     |                   |
| Fehér tok                                                  | Acipenser transmontanus                              |     |                   |
| Fehéruszonyú szirtcápa                                     | Triaenodon obesus                                    |     |                   |
| Fejes domolykó                                             | Leuciscus cephalus                                   |     |                   |
| Fekete abroncshal                                          | Aphanopus carbo                                      |     |                   |
| Fekete amur                                                | Mylopharyngodon piceus                               |     |                   |
| Fekete árnyékhal                                           | Pogonias cromis                                      |     |                   |
| Fekete cápamárna                                           | Morulius chrysophekadion                             |     |                   |
| Fekete fantomlazac                                         | Hyphessobrycon megalopterus                          |     |                   |
| Fekete fűrészessügér                                       | Epinephelus tauvina                                  |     |                   |
| Fekete macskahal                                           | Hydrolagus melanophasma                              |     |                   |
| Fekete marlin, Fekete nyársorrú hal                        | Istiompax indica                                     |     |                   |
| Fekete neonhal                                             | Hyphessobrycon herbertaxelrodi                       |     |                   |
| Pisztrángsügér                                             | Micropterus salmoides                                |     |                   |
| Fekete tengeri sügér                                       | Centropristis striata                                |     |                   |
| Fekete tetra                                               | Gymnocorymbus ternetzi                               |     |                   |
| Fekete tetra                                               | Gymnocorymbus ternetzi                               |     |                   |
| Fekete tőkehal                                             | Pollachius virens                                    |     |                   |
| Fekete törpeharcsa                                         | Ameiurus melas                                       |     |                   |
| Bársonyoshasú lámpáscápa                                   | Etmopterus spinax                                    |     |                   |
| Feketeúszójú szivárványhal                                 | Melanotaenia nigrans                                 |     |                   |
| Feketecsíkos páncélos harcsa                               | Corydoras melanistius                                |     |                   |
| Feketeúszójú szirticápa                                    | Carcharhinus melanopterus                            |     | Feketefoltos cápa |
| Feketeöves lazac                                           | Leporinus fasciatus                                  |     |                   |
| Feketeszájú géb                                            | Neogobius melanostomus                               |     |                   |
| Félcsőrös csuka                                            | Dermogenys pusillus                                  |     |                   |
| Felpillantó küllő                                          | Romanogobio uranoscopus                              |     | Védett            |
| Fenékjáró küllő                                            | Gobio gobio                                          |     | Védett            |
| Fényes morgóhal                                            | Chelidonichthys obscura                              |     |                   |
| Ferdénúszó pontylazac                                      | Thayeria boehlkei                                    |     |                   |
| Finta                                                      | Alosa fallax                                         |     |                   |
| Fogasdurbincs                                              | Dentex dentex                                        |     |                   |
| Fogpiszkálóhal                                             | Cetopsis coecutiens                                  |     |                   |
| Foltos ajakoshal                                           | Labrus bergylta                                      |     |                   |
| Foltos cápa                                                | Galeus melastomus                                    |     |                   |
| Foltos királymakréla                                       | Scomberomorus maculatus                              |     |                   |
| Foltos morgóhal                                            | Cynoscion nebulosus                                  |     |                   |
| Foltos páncélos harcsa                                     | Corydoras paleatus                                   |     |                   |
| Foltos sasrája                                             | Aetobatus narinari                                   |     |                   |
| Foltos tőkehal                                             | Melanogrammus aeglefinus                             |     |                   |
| Törperazbóra                                               | Boraras maculatus                                    |     |                   |
| Folyami géb                                                | Neogobius fluviatilis                                |     |                   |
| Fonalas cifra fogasponty                                   | Aphyosemion filamentosum                             |     |                   |
| Földközi-tengeri fattyúmakréla                             | Trachurus mediterraneus                              |     |                   |
| Főnix razbóra                                              | Boraras merah                                        |     |                   |
| Francia paduc                                              | Parachondrostoma toxostoma                           |     |                   |
| Francia tőkehal                                            | Trisopterus luscus                                   |     |                   |
| Vöröshasú pirája                                           | Pygocentrus nattereri                                |     |                   |
| Fűrészesfogú nyálkáshal                                    | Aspidontus tractus                                   |     |                   |
| Fürge cselle                                               | Phoxinus phoxinus                                    |     | Védett            |
| Fylla-rája                                                 | Raja fyllae                                          |     |                   |
| Garda                                                      | Pelecus cultratus                                    |     |                   |
| Gelber                                                     | Aphyosemion gulare                                   |     |                   |
| Germon, Hosszúszárnyú tonhal                               | Thunnus alalunga                                     |     |                   |
| Gizzard alóza                                              | Dorosoma cepedianum                                  |     |                   |
| Görög keszeg                                               | Scardinius graecus                                   |     |                   |
| Gránátos sügér                                             | Hoplostethus atlanticus                              |     |                   |
| Grönlandi cápa                                             | Somniosus microcephalus                              |     |                   |
| Grönlandi laposhal                                         | Reinhardtius hippoglossoides                         |     |                   |
| Grönlandi tőkehal                                          | Gadus ogac                                           |     |                   |
| Gyémántlazac                                               | Moenkhausia pittieri                                 |     |                   |
| Gyöngy dánió                                               | Danio margaritatus                                   |     |                   |
| Gyöngygurámi                                               | Trichopodus leerii                                   |     |                   |
| Gyöngyházsügér                                             | Cichlasoma cyanoguttatum                             |     |                   |
| Gyöngyös durbincs                                          | Pagellus acarne                                      |     |                   |
| Gyöngyös koncér                                            | Rutilus frisii                                       |     | Védett            |
| Gyűrűs durbincs                                            | Diplodus spp.                                        |     |                   |
| Halványfoltú küllő                                         | Romanogobio albipinnatus                             |     | Védett            |
| Európai harcsa                                             | Silurus glanis                                       |     |                   |
| Háromcsikos páncélosharcsa                                 | Corydoras trilineatus                                |     |                   |
| Háromcsíkú razbóra                                         | Rasbora trilineata                                   |     |                   |
| Háromsávos törpesügér                                      | Apistogramma trifasciata                             |     |                   |
| Háromsávos törpeszájú hal                                  | Nannostromus marginatus                              |     |                   |
| Hatcsíkos lazac                                            | Distichodus sexfasciatus                             |     |                   |
| Hegyes rája                                                | Dipturus oxyrinchus                                  |     |                   |
| Hegyesorrú maréna                                          | Coregonus oxyrinchus                                 |     |                   |
| Hering                                                     | Clupea harengus                                      |     |                   |
| Heringcápa                                                 | Lamna nasus                                          |     |                   |
| Hickory alóza                                              | Alosa mediocris                                      |     |                   |
| Holdhal                                                    | Mola mola                                            |     |                   |
| Homoki garnéla                                             | Crangon crangon                                      |     |                   |
| Homoki küllő                                               | Romanogobio kesslerii                                |     | Védett            |
| Hordószemű hal                                             | Macropinna microstoma                                |     |                   |
| Horgászhal, Európai horgászhal, Ördöghal, Atlanti ördöghal | Lophius piscatorius                                  |     |                   |
| Tehénhal                                                   | Lactoria cornuta                                     |     |                   |
| Hosszúorrú csikóhal                                        | Hippocampus ramulosus                                |     |                   |
| Hosszúorrú tüskéscápa                                      | Centroscymnus crepidater                             |     |                   |
| Ibériai paduc                                              | Chondrostoma polylepis, Pseudochondrostoma polylepis |     |                   |
| Ikrázó fogasponty                                          | Fundulopanchax filamentosus                          |     |                   |
| Indiai üvegharcsa                                          | Kryptopterus bicirrhis                               |     |                   |
| Indiai üvegsügér                                           | Parambassis lala                                     |     |                   |
| Izzófényű hal                                              | Hyphessobrycon gracilis                              |     |                   |
| Izzószemû hal                                              | Epigonus telescopus                                  |     |                   |
| Jakabhal                                                   | Caranx hippos                                        |     |                   |
| Jámbor dajkacápa, Homokszínű dajkacápa                     | Nebrius ferrugineus                                  |     |                   |
| Jászkeszeg                                                 | Leuciscus idus                                       |     |                   |
| Jávai szirti muréna                                        | Gymnothorax javanicus                                |     |                   |
| Jeges tőkehal                                              | Arctogadus glacialis                                 |     |                   |
| Jukatáni fogasponty                                        | Poecilia sphenops                                    |     |                   |
| Kakadu törpesügér                                          | Apistogramma cacatuoides                             |     |                   |
| Kakashal                                                   | Zeus faber                                           |     |                   |
| Kakukkharcsa                                               | Synodontis multipunctata                             |     |                   |
| Kalászhal                                                  | Bedotia geayi                                        |     |                   |
| Kapelán lazac, Csuklyás hal                                | Mallotus villosus                                    |     |                   |
| Kárász                                                     | Carassius carassius                                  |     |                   |
| Karcsú díszmárna                                           | Puntius titteya                                      |     |                   |
| Karcsú menyhal                                             | Molva macrophthalma                                  |     |                   |
| Karcsú ormányossügér                                       | Labeotropheus trewavasae                             |     |                   |
| Kardhal                                                    | Xiphias gladius                                      |     |                   |
| Karikakeszeg                                               | Blicca bjoerkna                                      |     |                   |
| Kaszpi-tengeri kis hering                                  | Caspialosa caspia, Alosa caspia                      |     |                   |
| Kaukázusi törpegéb                                         | Knipowitschia caucasica                              |     |                   |
| Kecsege                                                    | Acipenser ruthenus                                   |     |                   |
| Kék akara, Széles homlokú tarkasügér                       | Aequidens pulcher                                    |     |                   |
| Kék antennás harcsa, Algaevő harcsa                        | Ancistrus dolichopterus                              |     |                   |
| Kék csuka                                                  | Aplocheilus panchax                                  |     |                   |
| Kék doktorhal                                              | Acanthurus coeruleus                                 |     |                   |
| Kék gurámi                                                 | Trichopodus trichopterus                             |     |                   |
| Kék marlin                                                 | Makaira nigricans                                    |     |                   |
| Kék menyhal                                                | Molva dypterygia                                     |     |                   |
| Kék puha tőkehal                                           | Micromesistius poutassou                             |     |                   |
| Kékhátú alóza                                              | Alosa aestivalis                                     |     |                   |
| Kékkopoltyús naphal                                        | Lepomis macrochirus                                  |     |                   |
| Kékpajzsos páncélosharcsa                                  | Corydoras aeneus                                     |     |                   |
| Kéksávos törpedánió                                        | Danio erythromicron                                  |     |                   |
| Kékuszonyú tonhal, Kékúszójú tonhal                        | Thunnus thynnus                                      |     |                   |
| Kessler-géb                                                | Ponticola kessleri                                   |     |                   |
| Kétsávos bohóchal                                          | Amphiprion bicinctus                                 |     |                   |
| Kínai paradicsomhal                                        | Macropodus opercularis                               |     |                   |
| Kínai razbóra                                              | Pseudorasbora parva                                  |     |                   |
| Kínai tok                                                  | Acipenser sinensis                                   |     |                   |
| Királylazac                                                | Oncorhynchus tshawytscha                             |     |                   |
| Királymakréla                                              | Scomberomorus cavalla                                |     |                   |
| Kis grönlandi cápa                                         | Somniosus rostratus                                  |     |                   |
| Kis horgászhal                                             | Lophius budegassa                                    |     |                   |
| Harántsávos tonmakréla                                     | Euthynnus alletteratus                               |     |                   |
| Kisfejű lepényhal                                          | Microstomus kitt                                     |     |                   |
| Kispettyes macskacápa                                      | Scyliorhinus canicula                                |     |                   |
| Kisúszójú tüskéscápa                                       | Centrophorus lusitanicus                             |     |                   |
| Kisszájú kölönte                                           | Cottus microstomus                                   |     |                   |
| Kisszájú macskacápa                                        | Scymnodon obscurus                                   |     |                   |
| Kolibrihal                                                 | Tanichthys albonubes                                 |     |                   |
| Kongó lazac                                                | Phenocogrammus interruptus                           |     |                   |
| Hátonúszó kongóharcsa                                      | Synodontis nigriventris                              |     |                   |
| Kék marlin                                                 | Makaira nigricans                                    |     |                   |
| Óriáscápa                                                  | Cetorhinus maximus                                   |     |                   |
| Kőfúró csík, törpecsík                                     | Sabanejewia aurata                                   |     |                   |
| Kősüllő                                                    | Sander volgensis                                     |     |                   |
| Kövi csík                                                  | Barbatula barbatula                                  |     | Védett            |
| Algaevő harcsák                                            | Ancistrus                                            |     |                   |
| Közönséges bohóchal                                        | Amphiprion ocellaris                                 |     |                   |
| Közönséges csipeszhal                                      | Chelmon rostratus                                    |     |                   |
| Közönséges gurámi, Nagy gurámi                             | Osphronemus goramy                                   |     |                   |
| Közönséges kalmár                                          | Loligo vulgaris                                      |     |                   |
| Közönséges kutyacápa                                       | Galeorhinus galeus                                   |     |                   |
| Közönséges lepényhal                                       | Limanda limanda                                      |     |                   |
| Közönséges muréna                                          | Muraena helena                                       |     |                   |
| Közönséges nyelvhal                                        | Solea solea                                          |     |                   |
| Közönséges pompano                                         | Trachinotus botla                                    |     |                   |
| Közönséges tok                                             | Acipenser sturio                                     |     |                   |
| Közönséges tüskéscápa                                      | Centrophorus granulosus                              |     |                   |
| Közönséges villásmakréla                                   | Lichia amia                                          |     |                   |
| Közönséges vörösdurbincs                                   | Pagellus erythrinus                                  |     |                   |
| Kubai bölcsőszájú hal                                      | Cichlasoma tetracanthus                              |     |                   |
| Kubai patakhalacska                                        | Rivulus cylindraceus                                 |     |                   |
| Kurta baing                                                | Leucaspius delineatus                                |     | Védett            |
| Kurtafarkú rája                                            | Raja brachyura, Raja clavata                         |     |                   |
| Lámpáshalak                                                | Anomalopidae                                         |     |                   |
| Lándzsafoltú pontylazac                                    | Hyphessobrycon anisitsi                              |     |                   |
| Lángvörös pontylazac                                       | Hyphessobrycon flammeus                              |     |                   |
| Lantfarkú bölcsõszájú hal                                  | Neolamprologus brichardi                             |     |                   |
| Lapátorrú tok                                              | Polyodon spathula                                    |     |                   |
| Lápi póc                                                   | Umbra krameri                                        |     | Fokozottan védett |
| Laposhasú pikó                                             | Pungitius platygaster                                |     |                   |
| Lapos keszeg                                               | Abramis ballerus                                     |     |                   |
| Lazac                                                      | Salmo salar                                          |     |                   |
| Lazacvörös kalászhal                                       | Glossolepis incisus                                  |     |                   |
| Leánykoncér                                                | Rutilus virgo                                        |     | Védett            |
| Leopárdcápa                                                | Triakis semifasciata                                 |     |                   |
| Leopárd kúszóhal                                           | Ctenopoma acutirostre                                |     |                   |
| Leopárddánió, Zebradánió, Zebrahal                         | Danio rerio                                          |     |                   |
| Leucoraja rája                                             | Leucoraja naevus                                     |     |                   |
| Levélhal                                                   | Acreichthys tomentosus                               |     |                   |
| Lovacska lazac                                             | Nannobrycon eques                                    |     |                   |
| Luzoni törpehal, Babszemhal                                | Mistichthys luzonensis                               |     |                   |
| Madárcsőrű macskacápa                                      | Deania calcea                                        |     |                   |
| Magyar bucó                                                | Zingel zingel                                        |     | Fokozottan védett |
| Magyar márna, Petényi-márna                                | Barbus peloponnesius                                 |     | Fokozottan védett |
| Röviduszonyú makócápa                                      | Isurus oxyrinchus                                    |     |                   |
| Közönséges makréla                                         | Scomber scombrus                                     |     |                   |
| Makrélacsuka                                               | Scomberesox saurus                                   |     |                   |
| Malabári dánió                                             | Devario malabaricus                                  |     |                   |
| Mandarinhal, Zöld mandarinhal                              | Synchiropus splendidus                               |     |                   |
| Márna, Rózsás márna                                        | Barbus barbus                                        |     |                   |
| Márványos sügér                                            | Notothenia rossii                                    |     |                   |
| Márványsügér                                               | Astronotus ocellatus                                 |     |                   |
| Mellvértes pontylazac                                      | Thoracocharax securis                                |     |                   |
| Mélytengeri bárdhal                                        | Argyropelecus hemigymnus                             |     |                   |
| Mélyvízi vörös álsügér                                     | Sebastes mentella                                    |     |                   |
| Menyhal, Tarka menyhal                                     | Lota lota                                            |     |                   |
| Mexikói kardfarkú hal, Szifó                               | Xiphophorus hellerii                                 |     |                   |
| Mexikói vaklazac                                           | Astyanax mexicanus                                   |     |                   |
| Mézgurámi                                                  | Trichogaster chuna                                   |     |                   |
| Moszatevő márna, algaevő tapadóhal                         | Gyrinocheilus aymonieri                              |     |                   |
| Zöldsávos törperazbóra                                     | Boraras brigittae                                    |     |                   |
| Nagy aranymakrahal                                         | Coryphaena hippurus                                  |     |                   |
| Fehér cápa                                                 | Carcharodon carcharias                               |     |                   |
| Nagy gályatartóhal, Bojtorjánhal                           | Echeneis naucrates                                   |     |                   |
| Nagy lámpáscápa                                            | Etmopterus princeps                                  |     |                   |
| Nagy maréna, Vándormaréna                                  | Coregonus lavaretus                                  |     |                   |
| Nagy pörölycápa, Kalapácsfejű cápa                         | Sphyrna mokarran                                     |     |                   |
| Tengeri ingola                                             | Petromyzon marinus                                   |     |                   |
| Nagypikkelyű koncér                                        | Rutilus macrolepidotus                               |     |                   |
| Nagyszemû durbincs                                         | Boops boops                                          |     |                   |
| Nagyszemû fogasdurbincs                                    | Dentex macrophthalmus                                |     |                   |
| Nagyszemû vörösdurbincs                                    | Pagellus bogaraveo                                   |     |                   |
| Nagyszemű tonhal                                           | Thunnus obesus                                       |     |                   |
| Naphal                                                     | Lepomis gibbosus                                     |     |                   |
| Napóleon-ajakoshal                                         | Cheilinus undulatus                                  |     |                   |
| Narancs bohóchal                                           | Amphiprion percula                                   |     |                   |
| Négybajuszszálas harcsa                                    | Silurus aristotelis                                  |     |                   |
| Négypettyes nyelvhal                                       | Lepidorhombus boscii                                 |     |                   |
| Négyszemű hal                                              | Anableps anableps                                    |     |                   |
| Német bucó                                                 | Zingel streber                                       |     | Fokozottan védett |
| Neonhal                                                    | Paracheirodon innesi                                 |     |                   |
| Nílusi bíbor tarkasügér                                    | Hemichromis bimaculatus                              |     |                   |
| Nílusi sügér                                               | Lates niloticus                                      |     |                   |
| Nílusi szájköltő hal                                       | Pseudocrenilabrus multicolor                         |     |                   |
| Nílusi tilápia                                             | Oreochromis niloticus                                |     |                   |
| Norvég garnéla                                             | Pandalus borealis                                    |     |                   |
| Langusztin                                                 | Nephrops norvegicus                                  |     |                   |
| Szkampi                                                    | Nephrops norvegicus                                  |     |                   |
| Norvég homár                                               | Nephrops norvegicus                                  |     |                   |
| Norvég menyhal                                             | Brosme brosme                                        |     |                   |
| Norvég tőkehal                                             | Trisopterus esmarkii                                 |     |                   |
| Nyerges bohóchal                                           | Amphiprion polymnus                                  |     |                   |
| Nyilascsuka                                                | Sphyraena barracuda                                  |     |                   |
| Nyolcsávos gyöngysügér                                     | Rocio octofasciata                                   |     |                   |
| Nyugat-afrikai spanyolmakréla                              | Acanthocybium solandri                               |     |                   |
| Nyúldomolykó                                               | Leuciscus leuciscus                                  |     |                   |
| Nyurga csík                                                | Cobitis elongata                                     |     |                   |
| Nyurgaponty                                                | Cyprinus carpio morpha hungaricus                    |     |                   |
| Olasz csík                                                 | Sabanejewia larvata                                  |     |                   |
| Olasz koncér                                               | Sarmarutilus rubilio                                 |     |                   |
| Olasz márna                                                | Barbus plebejus                                      |     |                   |
| Olasz paduc                                                | Chondrostoma soetta                                  |     |                   |
| Ománi tehénorrú rája                                       | Rhinoptera jayakari                                  |     |                   |
| Óriás díszmárna                                            | Danio aequipinnatus                                  |     |                   |
| Óriás laposhal                                             | Hippoglossus hippoglossus                            |     |                   |
| Nagy rombuszhal                                            | Scophthalmus maximus                                 |     |                   |
| Óriásszájú cápa                                            | Megachasma pelagios                                  |     |                   |
| Ostorhal                                                   | Heniochus acuminatus                                 |     |                   |
| Ostoros szivárványhal                                      | Iriatherina werneri                                  |     |                   |
| Öböl szardella                                             | Anchoa mitchilli                                     |     |                   |
| Ördögfejű kőhal                                            | Synanceia horrida                                    |     |                   |
| Öves díszcsík, Csigaevõ díszcsík                           | Chromobotia macracanthus                             |     |                   |
| Paduc                                                      | Chondrostoma nasus                                   |     |                   |
| Pakisztáni díszcsík                                        | Botia lohachata                                      |     |                   |
| Palettás doktorhal                                         | Paracanthurus hepatus                                |     |                   |
| Panda páncélosharcsa                                       | Corydoras panda                                      |     |                   |
| Papagájsügér                                               | Paratheraps X Amphilophus                            |     |                   |
| Parázslazac                                                | Hyphessobrycon amandae                               |     |                   |
| Parázsszemű pontylazac                                     | Hemigrammus ocellifer                                |     |                   |
| Párduccsík                                                 | Pangio kuhlii                                        |     |                   |
| Pásztás farkashal                                          | Anarhichas lupus                                     |     |                   |
| Patagóniai fogas, Chilei tengeri sügér                     | Dissostichus eleginoides                             |     |                   |
| Pataki pisztráng                                           | Salvelinus fontinalis                                |     |                   |
| Pelikánangolna                                             | Eurypharynx pelecanoides                             |     |                   |
| Pénzes pér, Pénzes pisztráng                               | Thymallus thymallus                                  |     | Védett            |
| Pénzkagyló                                                 | Mercenaria mercenaria                                |     |                   |
| Pettyes árnyékhal                                          | Leiostomus xanthurus                                 |     |                   |
| Pettyes busa                                               | Hypophthalmichthys nobilis                           |     |                   |
| Pettyes farkashal                                          | Anarhichas minor                                     |     |                   |
| Pettyes harcsa                                             | Ictalurus punctatus                                  |     |                   |
| Pettyes indiai törpesügér                                  | Etroplus maculatus                                   |     |                   |
| Pettyes kajmánhal                                          | Lepisosteus oculatus                                 |     |                   |
| Pettyesúszójú dánió                                        | Brachydanio nigrofasciatus                           |     |                   |
| Picasso hala                                               | Rhinechanthus aculeatus                              |     |                   |
| Pillangó tarkasügér                                        | Apistogramma ramirezi                                |     |                   |
| Pillangó törpesügér                                        | Mikrogeophagus ramirezi                              |     |                   |
| Pillangócsík                                               | Beaufortia kweichowensis                             |     |                   |
| Vöröshasú pirája                                           | Pygocentrus piraya                                   |     |                   |
| Piros morgóhal                                             | Aspitrigla cuculus                                   |     |                   |
| Pirosorrú pontylazac                                       | Petitella georgiae, Hemigrammus bleheri              |     |                   |
| Pirosszemű pontylazac                                      | Arnoldichtys spilopterus                             |     |                   |
| Pisze hosszúfarkúhal                                       | Coryphaenoides rupestris                             |     |                   |
| Plekó, Óriás algaevõ hal, Pontozott vértesharcsa           | Hypostomus punctatus                                 |     |                   |
| Pompás papagájhal                                          | Scarus taeniopterus                                  |     |                   |
| Pontozott fejreálló lazac                                  | Chilodus punctatus                                   |     |                   |
| Ponty                                                      | Cyprinus carpio                                      |     |                   |
| Portugál cápa                                              | Centroscymnus coelolepis                             |     |                   |
| Portugál koncér                                            | Iberochondrostoma lemmingii                          |     |                   |
| Ragyás cápa                                                | Echinorhinus brucus                                  |     |                   |
| Réti csík                                                  | Misgurnus fossilis                                   |     | Védett            |
| Rézlazac                                                   | Hasemania nana                                       |     |                   |
| Rigóhal                                                    | Labrus merula                                        |     |                   |
| Rojtosszájú hal                                            | Labeo frenatus                                       |     |                   |
| Rókacápa                                                   | Alopias vulpinus                                     |     |                   |
| Rókamárna                                                  | Epalzeorhynchos kalopterus                           |     |                   |
| Roncssügér                                                 | Polyprion americanus                                 |     |                   |
| Rózsahal                                                   | Hyphessobrycon ornatus                               |     |                   |
| Rózsás ajakoshal                                           | Xyrichtys novacula                                   |     |                   |
| Rózsás díszmárna                                           | Puntius conchonius                                   |     |                   |
| Rózsás törpeszájú hal                                      | Nannostomus beckfordi                                |     |                   |
| Rózsás üveglazac                                           | Hyphessobrycon bentosi                               |     |                   |
| Rózsaszín durbincs                                         | Sparus pagrus                                        |     |                   |
| Rövidorrú tüskéscápa                                       | Centroscymnus cryptacanthus                          |     |                   |
| Sáfrányhal                                                 | Eleginus nawaga                                      |     |                   |
| Sápadt rája                                                | Raja circularis                                      |     |                   |
| Sárga csikóhal                                             | Hippocampus kuda                                     |     |                   |
| Sárga fantom                                               | Hyphessobrycon roseus                                |     |                   |
| Sárga pillangóhal                                          | Chaetodon semilarvatus                               |     |                   |
| Sárga törpesügér                                           | Apistogramma borellis                                |     |                   |
| Sárgafarkú bohóchal                                        | Amphiprion sebae                                     |     |                   |
| Sárgafarkú lepényhal                                       | Limanda ferruginea                                   |     |                   |
| Sárgaúszójú tonhal                                         | Thunnus albacares                                    |     |                   |
| Sárgaúszójú tüskésmakréla                                  | Caranx ignobilis                                     |     |                   |
| Sárkányhal, Mérges pókhal                                  | Trachinus draco                                      |     |                   |
| Sarki lepényhal                                            | Liopsetta glacialis                                  |     |                   |
| Sarki rája                                                 | Amblyraja hyperborea                                 |     |                   |
| Sarki tőkehal                                              | Boreogadus saida                                     |     |                   |
| Sarkvidéki szemling                                        | Salvelinus alpinus                                   |     |                   |
| Sashal                                                     | Argyrosomus regius                                   |     |                   |
| Sávos pillangóhal                                          | Chaetodon fasciatus                                  |     |                   |
| Sávos tőkehal                                              | Pollachius pollachius                                |     |                   |
| Sebes kalmár                                               | Illex illecebrosus                                   |     |                   |
| Sebes pisztráng                                            | Salmo trutta                                         |     |                   |
| Selymes durbincs                                           | Gymnocephalus schraetzer                             |     | Védett            |
| Sertefogú hal                                              | Holacanthus ciliaris                                 |     |                   |
| Sima lámpáscápa                                            | Etmopterus pusillus                                  |     |                   |
| Sima lepényhal                                             | Pleuronectes platessa                                |     |                   |
| Sima rombuszhal                                            | Scophthalmus rhombus                                 |     |                   |
| Sima tok                                                   | Acipenser nudiventris                                |     | Védett            |
| Sisakos páncélos harcsa                                    | Corydoras elegans                                    |     |                   |
| Skorpióhal                                                 | Scorpanea porcus                                     |     |                   |
| Skót-tengeri jéghal                                        | Chaenocephalus aceratus                              |     |                   |
| Sokcsíkú csigasügér                                        | Neolamprologus multifasciatus                        |     |                   |
| Sőregtok                                                   | Acipenser stellatus                                  |     | Védett            |
| Sötétoldalsávos paduc                                      | Protochondrostoma genei                              |     |                   |
| Spanyol csíkossügér                                        | Epinephelus marginatus                               |     |                   |
| Spanyol fogasponty                                         | Aphanius iberus                                      |     |                   |
| Spanyol koncér                                             | Squalius alburnoides                                 |     |                   |
| Spanyol makréla                                            | Scomber japonicus                                    |     |                   |
| Spanyol márna, Ibériai márna                               | Barbus comizo                                        |     |                   |
| Spanyol tüskéscápa                                         | Scymnodon ringens                                    |     |                   |
| Spratt                                                     | Sprattus antipodum                                   |     |                   |
| Sprotni                                                    | Sprattus sprattus                                    |     |                   |
| Stendhal-hal                                               | Epalzeorhynchos bicolor                              |     |                   |
| Sujtásos küsz                                              | Alburnoides bipunctatus                              |     | Védett            |
| Süllő                                                      | Sander lucioperca                                    |     |                   |
| Sünhal                                                     | Diodon hystrix                                       |     |                   |
| Szalagos fogasponty                                        | Aphyosemion bivittatum                               |     |                   |
| Szardella                                                  | Engraulis australis                                  |     |                   |
| Szardínia                                                  | Sardina pilchardus                                   |     |                   |
| Szárnyas rombuszhal                                        | Lepidorhombus whiffiagonis                           |     |                   |
| Szarvashal, Bálványhal                                     | Zanclus cornutus                                     |     |                   |
| Széles durbincs                                            | Gymnocephalus balon                                  |     | Védett            |
| Széleshátú fogasponty                                      | Xiphophorus maculatus                                |     |                   |
| Széleshomlokú tarkasügér                                   | Aequidens latifrons                                  |     |                   |
| Széles kárász                                              | Carassius carassius                                  |     |                   |
| Szélhajtó küsz                                             | Alburnus alburnus                                    |     |                   |
| Szemfoltos pillangóhal                                     | Chaetodon auriga                                     |     |                   |
| Szemfoltos tarkasügér                                      | Heros efasciatus                                     |     |                   |
| Szent Pál hala                                             | Acantholatris monodactylus                           |     |                   |
| Sziámi algaevő                                             | Crossocheilus siamensis                              |     |                   |
| Sziámi harcoshal                                           | Betta splendens                                      |     |                   |
| Sziámi óriás ponty                                         | Catlocarpio siamensis                                |     |                   |
| Szibériai tok                                              | Acipenser baerii                                     |     |                   |
| Szibériai viza                                             | Huso dauricus                                        |     |                   |
| Szilvaorrú keszeg                                          | Vimba vimba                                          |     |                   |
| Színjátszó dánió                                           | Danio albolineatus                                   |     |                   |
| Szirman géb                                                | Ponticola syrman                                     |     |                   |
| Szivárványos cselle                                        | Notropis chromosus                                   |     |                   |
| Szivárványos guppi                                         | Poecilia reticulata                                  |     |                   |
| Szivárványos ökle                                          | Rhodeus amarus                                       |     | Védett            |
| Szivárványos pisztráng                                     | Oncorhynchus mykiss                                  |     |                   |
| Szivárványos pontylazac                                    | Chalceus macrolepidotus                              |     |                   |
| Szivárványos viaszlazac                                    | Osmerus mordax                                       |     |                   |
| Szivárványsügér                                            | Archocentrus multispinosus                           |     |                   |
| Szőlővörös harcoshal                                       | Betta coccina                                        |     |                   |
| Szumátrai díszmárna                                        | Puntius tetrazona                                    |     |                   |
| Szumátriai hal                                             | Paedocypris progenetica                              |     |                   |
| Szúnyogirtó fogasponty                                     | Gambusia affinis                                     |     |                   |
| Szürke morgóhal                                            | Eutrigla gurnardus                                   |     |                   |
| Szürke szirtcápa                                           | Carcharhinus amblyrhynchos                           |     |                   |
| Hekk                                                       | Merluccius merluccius                                |     |                   |
| Szürke tüskéscápa                                          | Centroscyllium fabricii                              |     |                   |
| Tahiti pillangóhal                                         | Chaetodon trichrous                                  |     |                   |
| Tallérlazac                                                | Ctenobrycon hauxwellianus                            |     |                   |
| Tarka ajakoshal                                            | Labrus mixtus                                        |     |                   |
| Tengeri tarka géb                                          | Proterorhinus marmoratus                             |     | Védett            |
| Tarka géb                                                  | Proterorhinus semilunaris                            |     |                   |
| Tarka páncélosharcsa                                       | Hoplosternum littorale                               |     |                   |
| Tarpon                                                     | Megalops atlanticus                                  |     |                   |
| Tavi pisztráng                                             | Salmo trutta lacustris                               |     |                   |
| Tengeri angolna                                            | Conger conger                                        |     |                   |
| Tengeri macska, Tengeri patkány                            | Chimaera monstrosa                                   |     |                   |
| Tengeri nyúlhal                                            | Cyclopterus lumpus                                   |     |                   |
| Tengeri pér                                                | Mugil cephalus                                       |     |                   |
| Tengeri pisztráng                                          | Salmo trutta trutta                                  |     |                   |
| Tigrisfarkú rája                                           | Potamotrygon tigrina                                 |     |                   |
| Tintahal, Szépia                                           | Sepia officinalis                                    |     |                   |
| Tiszai ingola                                              | Eudontomyzon danfordi                                |     | Fokozottan védett |
| Tisztogatóhal                                              | Labroides dimidiatus                                 |     |                   |
| Tompaorrú tok                                              | Acipenser brevirostrum                               |     |                   |
| Tonmakréla                                                 | Auxis thazard                                        |     |                   |
| Tőkehal                                                    | Gadus morhua                                         |     |                   |
| Törpe fogaspontyocska                                      | Heterandria formosa                                  |     |                   |
| Törpe géb, Parányi géb                                     | Pandaka pygmaea                                      |     |                   |
| Törpe góbi                                                 | Trimmatom nanus                                      |     |                   |
| Törpe gömbhal                                              | Carinotetraodon travancoricus                        |     |                   |
| Törpe gurámi                                               | Trichogaster lalius, Colisa lalia                    |     |                   |
| Törpe ingola                                               | Petromyzon planeri                                   |     |                   |
| Törpemaréna                                                | Coregonus albula                                     |     |                   |
| Törpe pikó                                                 | Pungitius pungitius                                  |     |                   |
| Törpe razbóra                                              | Rasbora maculata                                     |     |                   |
| Törpe rubinsügér                                           | Dario dario                                          |     |                   |
| Törpe szívóharcsa                                          | Otocinclus sp.                                       |     |                   |
| Törpe tarkasügér                                           | Apistogramma agassizii                               |     |                   |
| Törpe tőkehal                                              | Trisopterus minutus                                  |     |                   |
| Törpecsík, Kőfúró csík                                     | Sabanajewia aurata                                   |     | Védett            |
| Törpeharcsa                                                | Ameiurus nebulosus                                   |     |                   |
| Törpemaréna                                                | Coregonus albula                                     |     |                   |
| Tussy vörös harcoshal                                      | Betta tussyae                                        |     |                   |
| Türkiz aranysügér                                          | Melanochromis auratus                                |     |                   |
| Tüskés pikó                                                | Gasterosteus aculeatus                               |     |                   |
| Tüskéscápa                                                 | Squalus acanthias                                    |     |                   |
| Tüskésszemű csík                                           | Acanthophthalmus shelfordii                          |     |                   |
| Tüskésszemű leopárdcsík                                    | Acanthopthalmus semicinctus                          |     |                   |
| Vágó csík                                                  | Cobitis taenia                                       |     | Védett            |
| Vágó durbincs                                              | Gymnocephalus cernua                                 |     |                   |
| Vágótok                                                    | Acipenser gueldenstaedtii                            |     | Védett            |
| Vajhal, Észak-atlanti aratóhal                             | Peprilus alepidotus                                  |     |                   |
| Vak ingola                                                 | Lampetra fluviatilis                                 |     |                   |
| Vámpírhal, Kandiru                                         | Vandellia cirrhosa                                   |     |                   |
| Vaskos csabak                                              | Telestes souffia                                     |     | Védett            |
| Vékonybajszú tőkehal                                       | Merlangius merlangus                                 |     |                   |
| Verébrazbóra                                               | Boraras urophtalmoides                               |     |                   |
| Vérengző makrahal                                          | Pomatomus saltatrix                                  |     |                   |
| Viaszlazac                                                 | Osmerus eperlanus                                    |     |                   |
| Villás tőkehal                                             | Phycis phycis                                        |     |                   |
| Villásfarkú abroncshal                                     | Lepidopus caudatus                                   |     |                   |
| Villásfarkú kalászhal                                      | Pseudomugil furcatus                                 |     |                   |
| Vitorlás algaevő harcsa                                    | Pterygoplichthys gibbiceps                           |     |                   |
| Vitorlás cápaharcsa                                        | Pangasius sanitwongsei                               |     |                   |
| Vitorlás disznócápa                                        | Oxynotus paradoxus                                   |     |                   |
| Vitorlás fogasponty                                        | Poecilia velifera                                    |     |                   |
| Vitorláshal                                                | Pterophyllum scalare                                 |     |                   |
| Viza                                                       | Huso huso                                            |     | Védett            |
| Vörös álsügér                                              | Sebastes marinus                                     |     |                   |
| Vörös árnyékhal                                            | Sciaenops ocellatus                                  |     |                   |
| Vörös csattogóhal                                          | Lutjanus bohar                                       |     |                   |
| Vörös karcsú díszmárna                                     | Puntius titteya                                      |     |                   |
| Vörös lepényhal                                            | Glyptocephalus cynoglossus                           |     |                   |
| Vörös neonhal                                              | Paracheirodon axelrodi                               |     |                   |
| Vörös szalaghal                                            | Cepola rubescens                                     |     |                   |
| Vörös zebrasügér                                           | Maylandia estherae                                   |     |                   |
| Vöröscsíkos törpesügér                                     | Apistogramma hongsloi                                |     |                   |
| Vöröshasú pirája                                           | Pygocentrus nattereri                                |     |                   |
| Vörösmárna                                                 | Mullus surmuletus                                    |     |                   |
| Vörössávos pontylazac                                      | Hemigrammus erythrozonus                             |     |                   |
| Vöröstengeri tengeri korallsügér                           | Dascillus melanurus                                  |     |                   |
| Vöröstorkú díszcsuka                                       | Epyplatys chaperi sheljuzhkoi                        |     |                   |
| Vöröstorkú sügér                                           | Thorichthys meeki                                    |     |                   |
| Vörösúszójú pontylazac                                     | Aphyocharax rubropinnis                              |     |                   |
| Vörösszárnyú keszeg                                        | Scardinius erythrophthalmus                          |     |                   |
| Vörösszemű pontylazac                                      | Moenkhausia sanctae-filomenae                        |     |                   |
| Yukatáni fogasponty                                        | Poecilia sphenops                                    |     |                   |
| Zacskósharcsa                                              | Clarias angolensis                                   |     |                   |
| Zanzibári tarkacsuka                                       | Pachypanchax playfairi                               |     |                   |
| Zászlós bölcsőszájú hal                                    | Cichlasoma festivum                                  |     |                   |
| Zebrafogasponty                                            | Aphanius fasciatus                                   |     |                   |
| Zebradánió, Zebrahal                                       | Danio rerio                                          |     |                   |
| Zebrasávos sügér                                           | Amatitlania nigrofasciata                            |     |                   |
| Zöld díszmárna                                             | Barbus semifasciolatus                               |     |                   |
| Zöld muréna                                                | Gymnothorax funebris                                 |     |                   |
| Zsíros harcsa                                              | Pimelodus blochii                                    |     |                   |